# Pont de Châteauneuf-sur-Loire
Le pont de Châteauneuf-sur-Loire est un pont suspendu français situé dans le département du Loiret et la région Centre-Val de Loire. Il franchit la Loire entre Châteauneuf-sur-Loire et Sigloy.
Le pont est situé dans le périmètre du Val de Loire inscrit au patrimoine mondial de l'UNESCO.

## Géographie
Le pont supporte la route départementale D 11 qui relie la commune de Châteauneuf-sur-Loire sur la rive droite de la Loire à la commune de Sigloy sur la rive gauche.

## Description
Cet ouvrage est un pont suspendu de longueur totale 276,50 m comportant cinq travées : deux travées de rive de 49,15 m et trois travées intermédiaires de 59,40 m.
La largeur du tablier est de 7,00 m entre parements intérieurs des garde-corps. Il est constitué d’une chaussée de 5,50 m et deux trottoirs de 0,75 m non interrompus au droit des piles, comme c’est le cas pour le pont de Châtillon-sur-Loire.

## Histoire[2]

### 1838: premier pont[3]
À la suite de la demande des communes riveraines, la construction du pont de Châteauneuf-sur-Loire fut décidée par ordonnance royale du 23 septembre 1838. Situé à 17 km à l'aval du pont de Sully-sur-Loire et à 7 km à l'amont du pont de Jargeau, l'ouvrage permettait le franchissement de la Loire au chemin de grande communication n°11 allant de Tigy à Toury.
De type suspendu, cet ouvrage comportait les mêmes travées qu'aujourd'hui soit : deux travées de rives de 49,05 m et trois travées centrales de 59,34 m. 
Après les premières épreuves subies avec succès début octobre 1840, il ne restait plus qu'une travée à éprouver. Mais lors de cette dernière épreuve, « la rupture d'une pierre de taille sur laquelle reposait une des colonnes qui supportent les câbles suspenseurs » a entraîné la chute d'une travée puis du pont tout entier dont seule la dernière arche a résisté. La compagnie Seguin s'est alors engagée à recommencer les travaux rapidement. Le pont a été inauguré fin octobre 1841.
À l'issue des travaux, les épreuves eurent lieu le 8 octobre 1841 et le procès-verbal fournit quelques précisions sur les fondations : « les quatre piles et les deux culées ont été fondées à 2,50 m au-dessous de l'étiage, par maçonnerie de béton avec enceinte et enrochement. L'épaisseur des piles est de 2,20 m à la base et de 1,25 m au niveau du tablier. D'après le cahier des charges, les fondations des piles et culées devaient descendre à 4,00 m au moins au-dessous de l'étiage. Le concessionnaire s'est arrêté à la hauteur précitée après avoir rencontré un terrain solide ».
« La hauteur du dessous des poutrelles au-dessus de l'étiage est de 8,65 m au milieu du pont et 7,62 m à l'aplomb des culées ».

### Reconstruction de 1871
Lors de la guerre de 1870, le pont fut mis hors d'usage sur ordre de l'autorité militaire française. Les deux travées rive gauche, totalement détruites furent reconstruites, similaires aux anciennes, par la société concessionnaire. Les épreuves de fin de travaux eurent lieu les 26, 27 et 28 mai 1872.

### Reconstruction de 1935
Remis au département le 2 juillet 1892, l'ouvrage ne subit aucune modification jusqu'en 1934. En effet, les capacités portantes de l'ouvrage s'avérant très insuffisantes en raison de l'évolution des moyens de transport, le Conseil Général en décide la reconstruction à l'exception des fondations.
Les travaux furent confiés au groupement d'entreprises Baudin - Arnodin et comportaient principalement :
- la démolition et l'enlèvement des matériaux et organes de suspension existants, du tablier actuel et de toutes les parties des ouvrages en maçonnerie insuffisantes.
- la construction de nouvelles piles et de nouveaux massifs d'amarrage en béton armé et maçonnerie.
- la construction d'une nouvelle suspension et d'un tablier métallique avec poutre de rigidité, dalle en béton armé et chaussée en mosaïque porphyre.

Les massifs d'ancrage, toujours en place aujourd'hui, furent construits en béton armé derrière les massifs anciens. Leurs dimensions sont les suivantes : 12,00 m de long, 14,00 m de large et 5,80 m de haut.
À l'issue des travaux, l'ouvrage fut l'objet d'épreuves le 10 septembre 1935.

### Reconstruction 1940-1946
L'ouvrage fut à nouveau mis hors service le 17 juin 1940 lors de la retraite de l'armée française. Le tablier et les piles furent entièrement détruits, et seules les culées restèrent en bon état.
L'enlèvement du tablier, écroulé au fond du lit de la Loire, fut réalisé par la Société de Récupération Métallurgique, en même temps que le tablier du pont de Sully-sur-Loire.
Les travaux de reconstruction des piles, sur l'emplacement des anciennes fondations, furent confiés à l'entreprise Sainrapt et Brice. Les pierres de taille, en provenance des carrières de Chauvigny, furent fournies par les Établissements Civet Pommier et Cie. Mais les travaux furent retardés par les difficultés d'approvisionnement des pierres, puis par une crue de la Loire qui détruisit la passerelle de service de l'entreprise. En conséquence, les autorités allemandes ordonnèrent l'arrêt des travaux en 1942.
Malgré l'interdiction, l'entreprise Baudin poursuivit la construction des câbles et des éléments métalliques du tablier et toutes les fournitures étaient prêtes à la Libération. Les travaux reprennent en novembre 1944. Les piles sont achevées et renforcées en tête par un sommier en béton armé. Ce sommier de 1,50 m de hauteur est pourvu d'un frettage au droit des rotules d'appui du tablier.
En juin 1945, l'entreprise Baudin commence le montage des portiques, du tablier et de la suspension. Le nouvel ouvrage est identique au précédent, sous réserve des renforcements nécessités par l'accroissement des surcharges. Sur les 650 t de fournitures métalliques prévues au projet pour la reconstruction, 150 t purent être récupérées sur les anciens tabliers des ponts de Châteauneuf-sur-Loire et de Châtillon-sur-Loire.
L'ouverture à la circulation fut effective le 16 mai 1946, à la suite des essais.

### 1954: remise au département
Le 10 mai 1954, l'ouvrage est remis au département du Loiret par le Ministère des travaux publics et des transports.

## Les éléments de l’ouvrage

### Appuis
Les appuis sont constitués par des culées et piles en maçonnerie protégées par des enrochements maçonnés. Les piles sont munies de portiques métalliques articulés en pied.

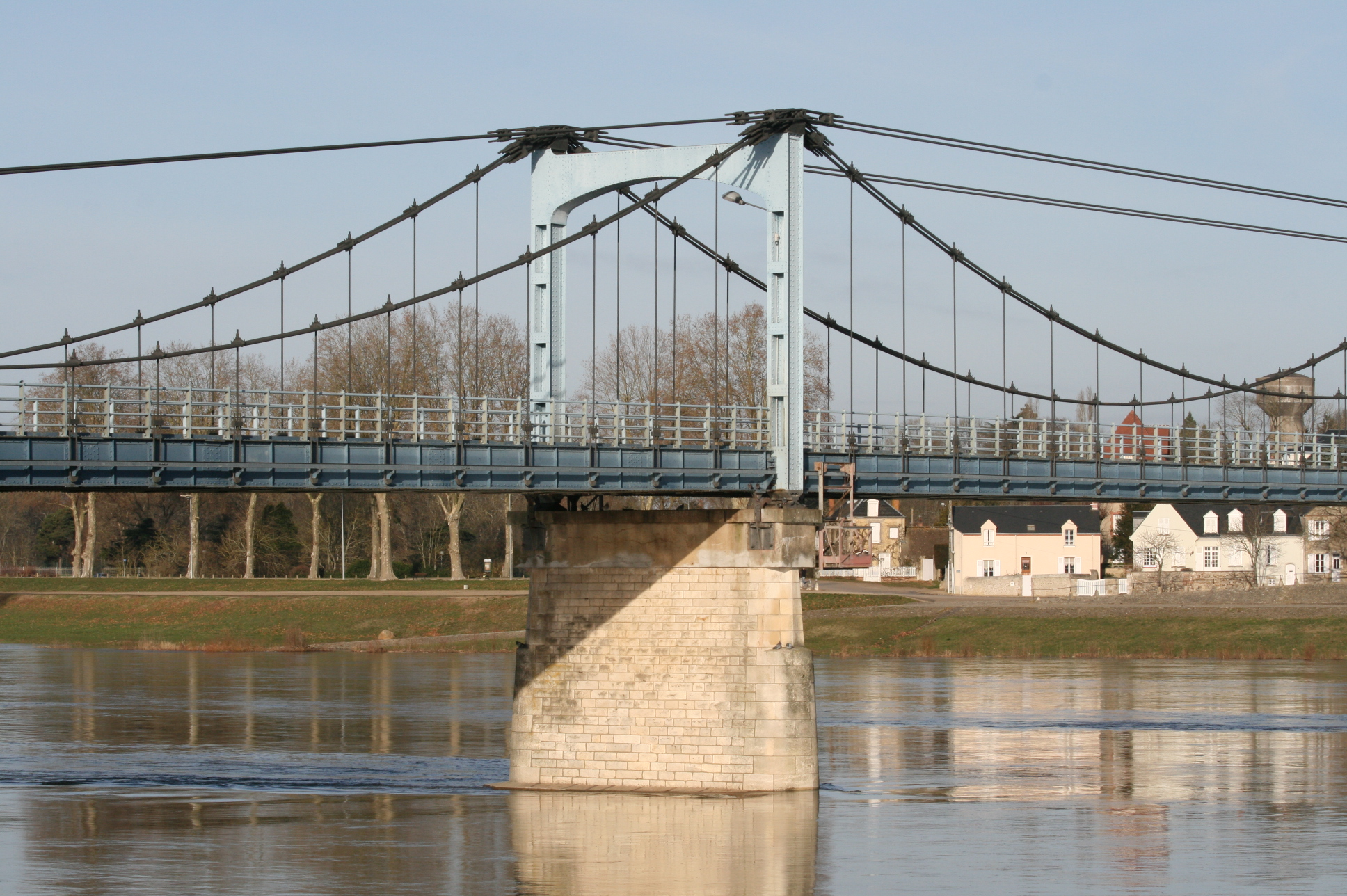
Pile en Loire
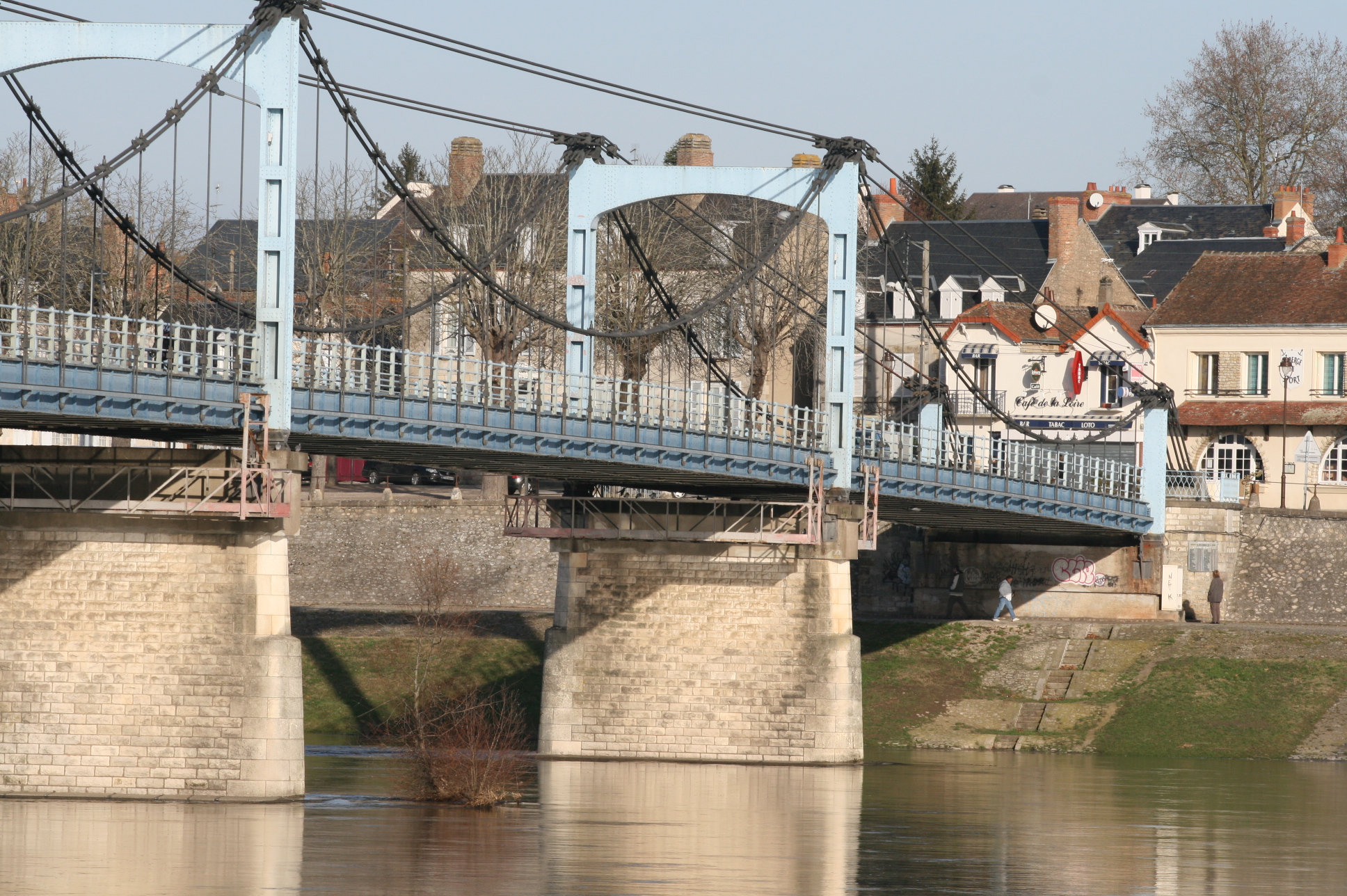
Piles en rive droite
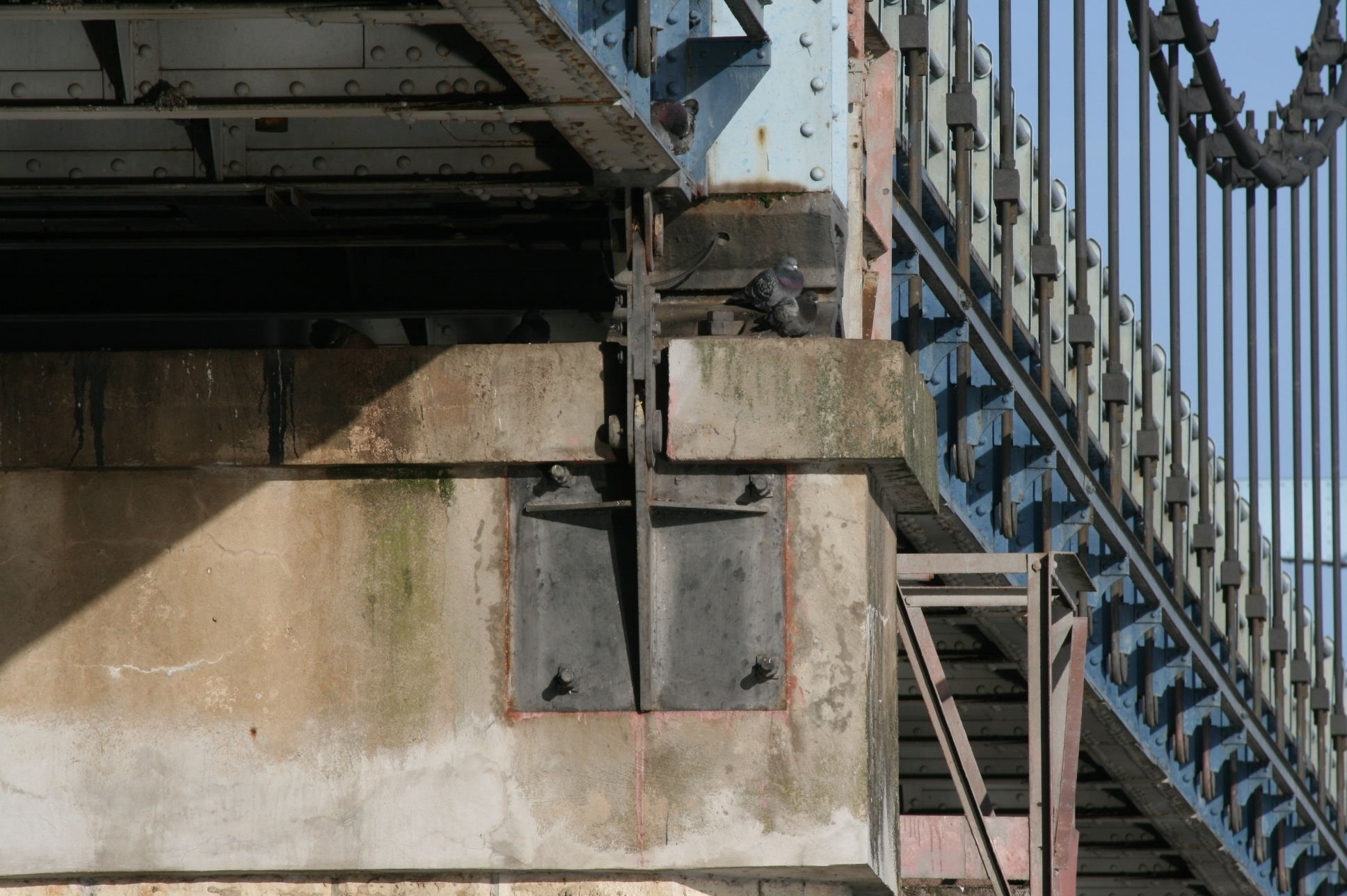
Articulation d'un pied de portique
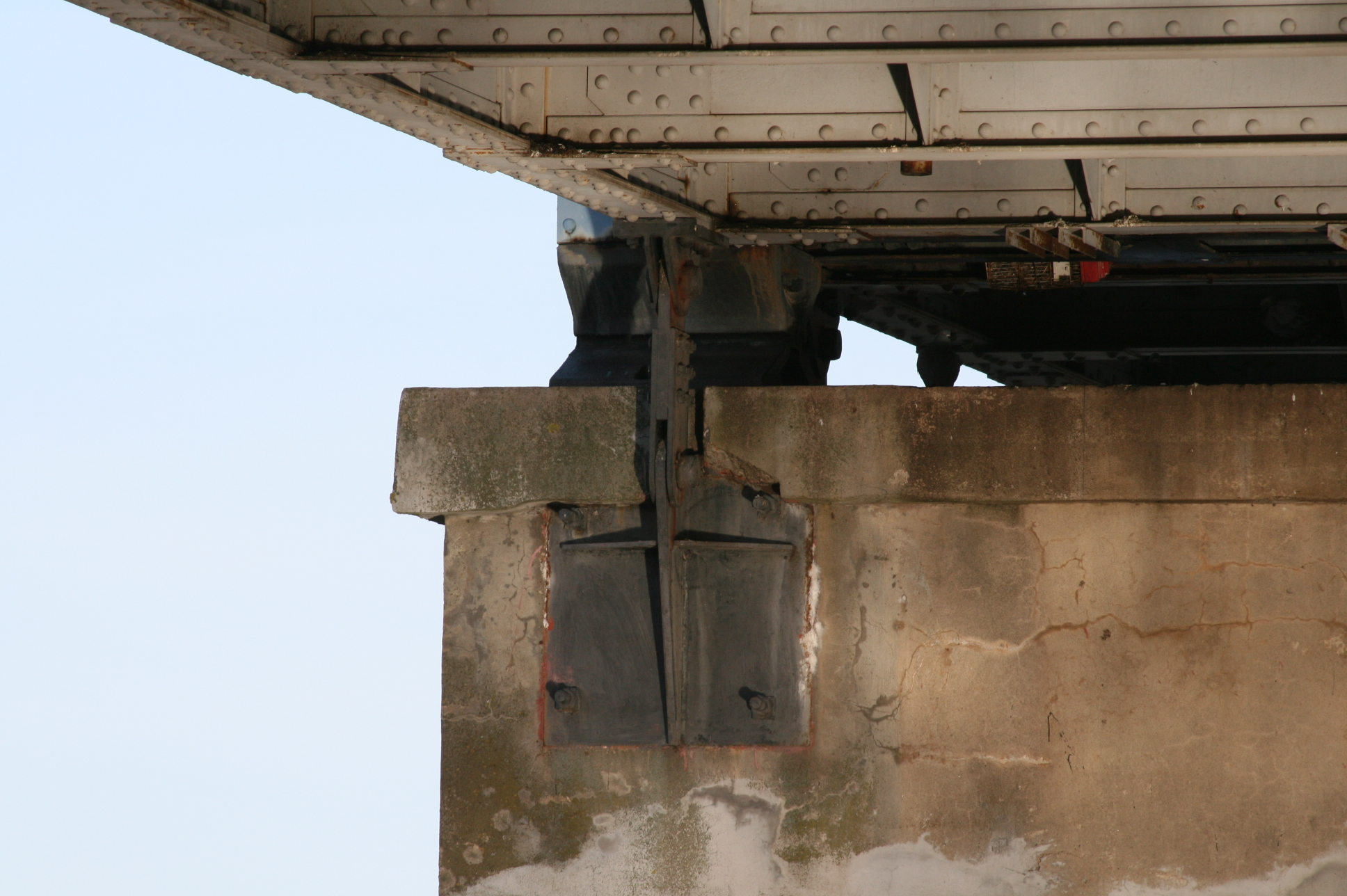
Autre articulation du tablier

### Tablier
Le tablier a une ossature métallique constituée de deux poutres de rigidité, d'un longeron central et de deux longerons latéraux.
- les poutres de rigidité sont constituées par une âme de 1 000 × 9,4 munie de membrures 120 × 120 × 12 et, à la partie supérieure et inférieure, de une, deux ou trois semelles de 250 × 11. Au droit des entretoises, elles comportent un raidisseur qui sert d'attache au collier-manchon de suspension.
- les longerons latéraux sont distants de 4,80 d'axe en axe. Ils sont constitués par une âme en plat de 450 × 8 × 4.
- les longerons axiaux sont constitués par une âme en plat de 750 × 9 × 4. Ils sont assemblés par équerres et semelles de continuité supérieures et inférieures
- les entretoises, ou pièces de pont, sont espacées de 2,65 m d'axe en axe. Elles comportent une âme en plat de 750 × 680 × 9 dont la partie supérieure épouse sensiblement le bombement de la chaussée.
- des raidisseurs intermédiaires sont placés à mi-espacement des entretoises.
- deux chemins de roulement pour nacelle de visite. - un système de butée de la dalle sur le tablier.

La dalle du tablier est en béton armé et a une épaisseur minimale de 0,15 m avec une pente transversale de 0,05 m.

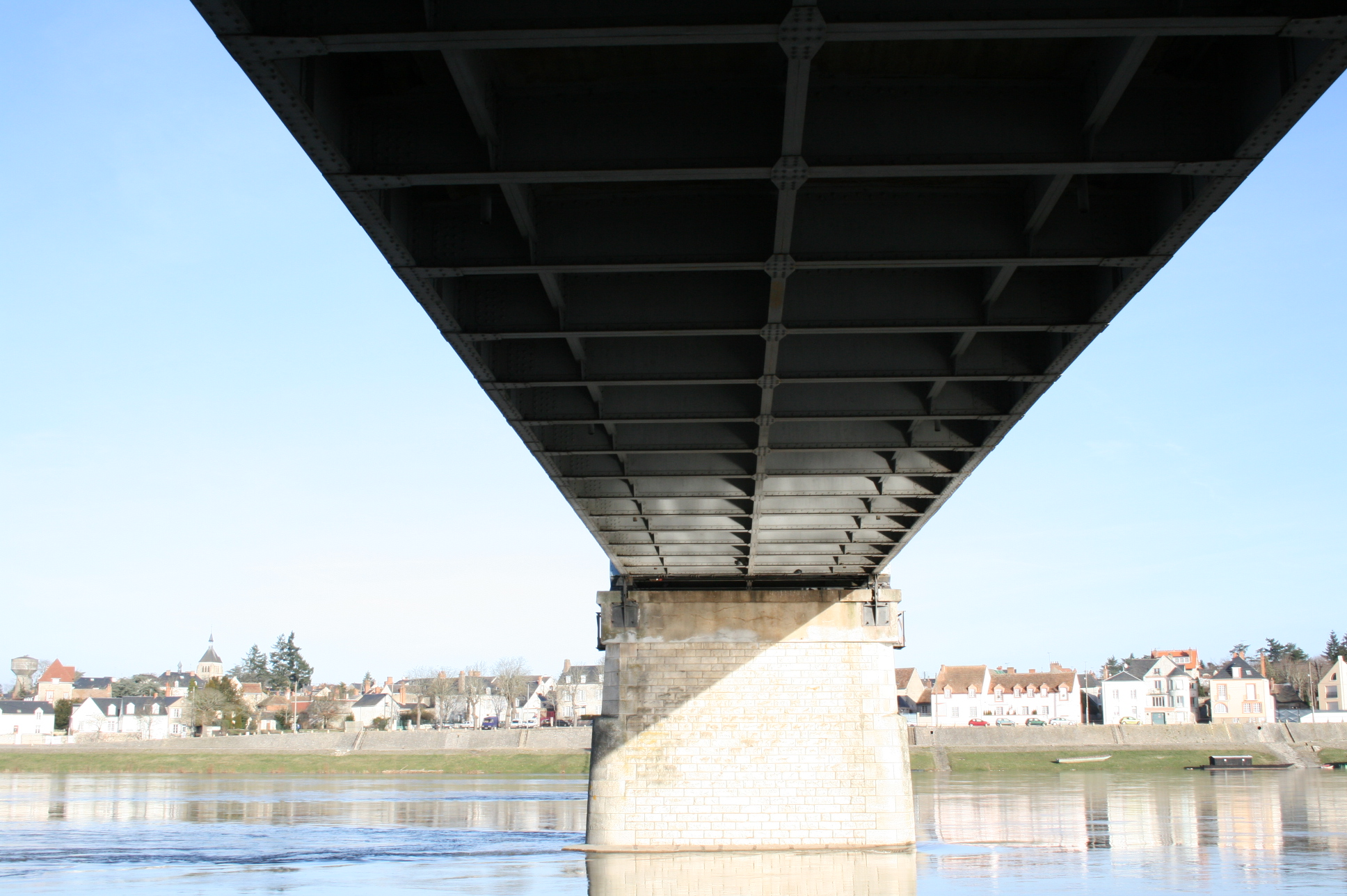
Le dessous du tablier
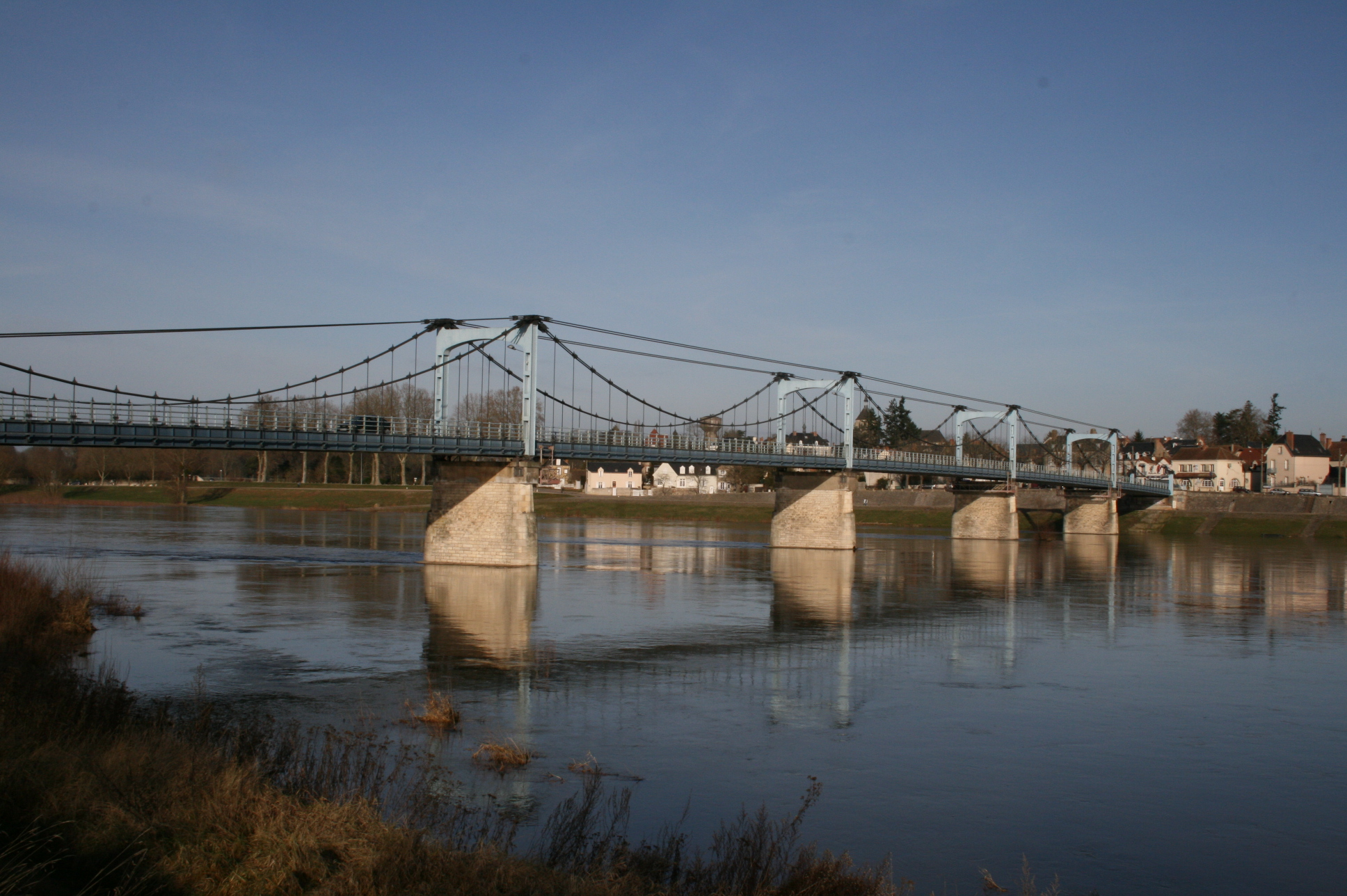
Vue panoramique
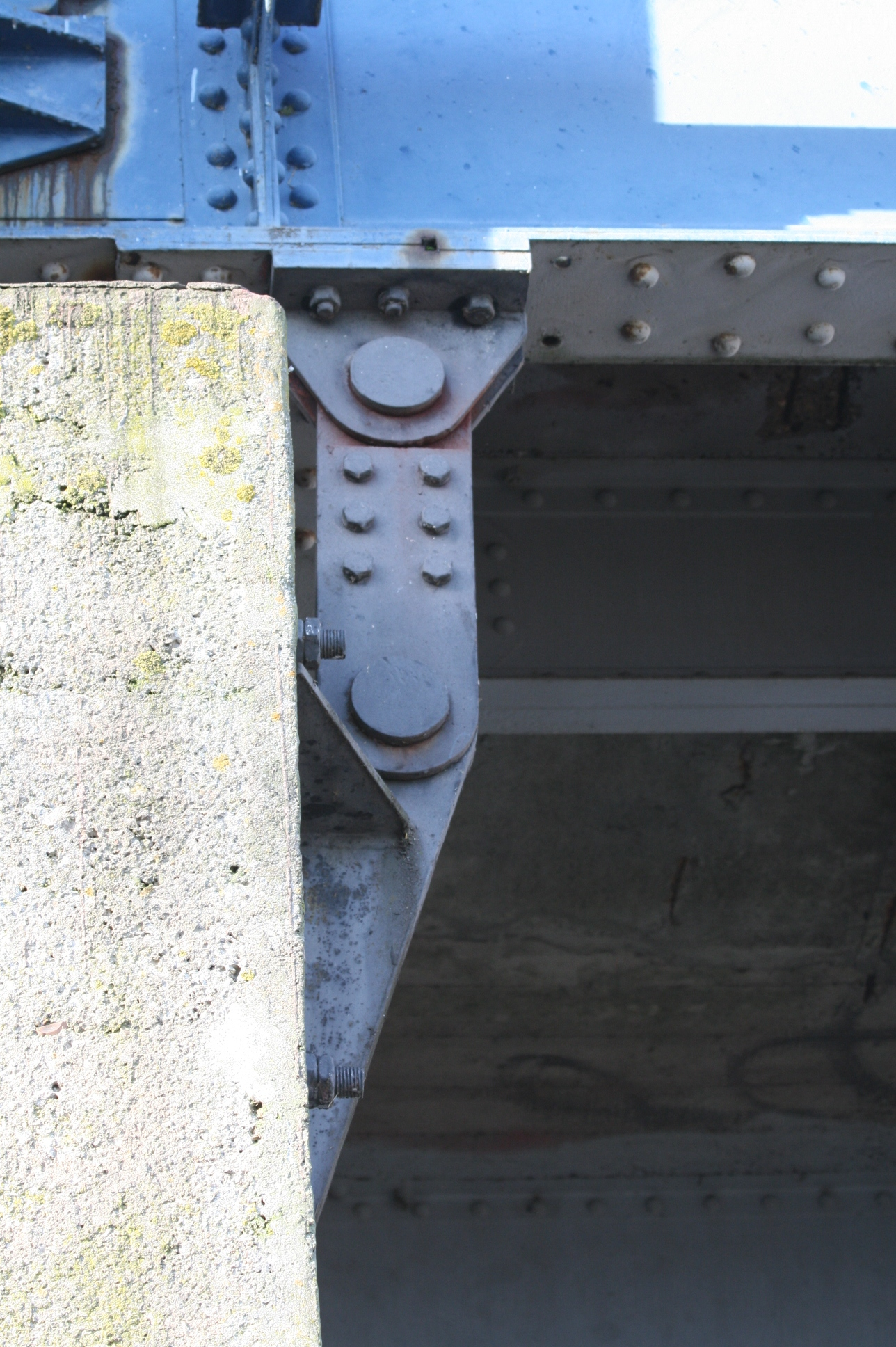
Biellette de raccordement du tablier sur la culée rive gauche
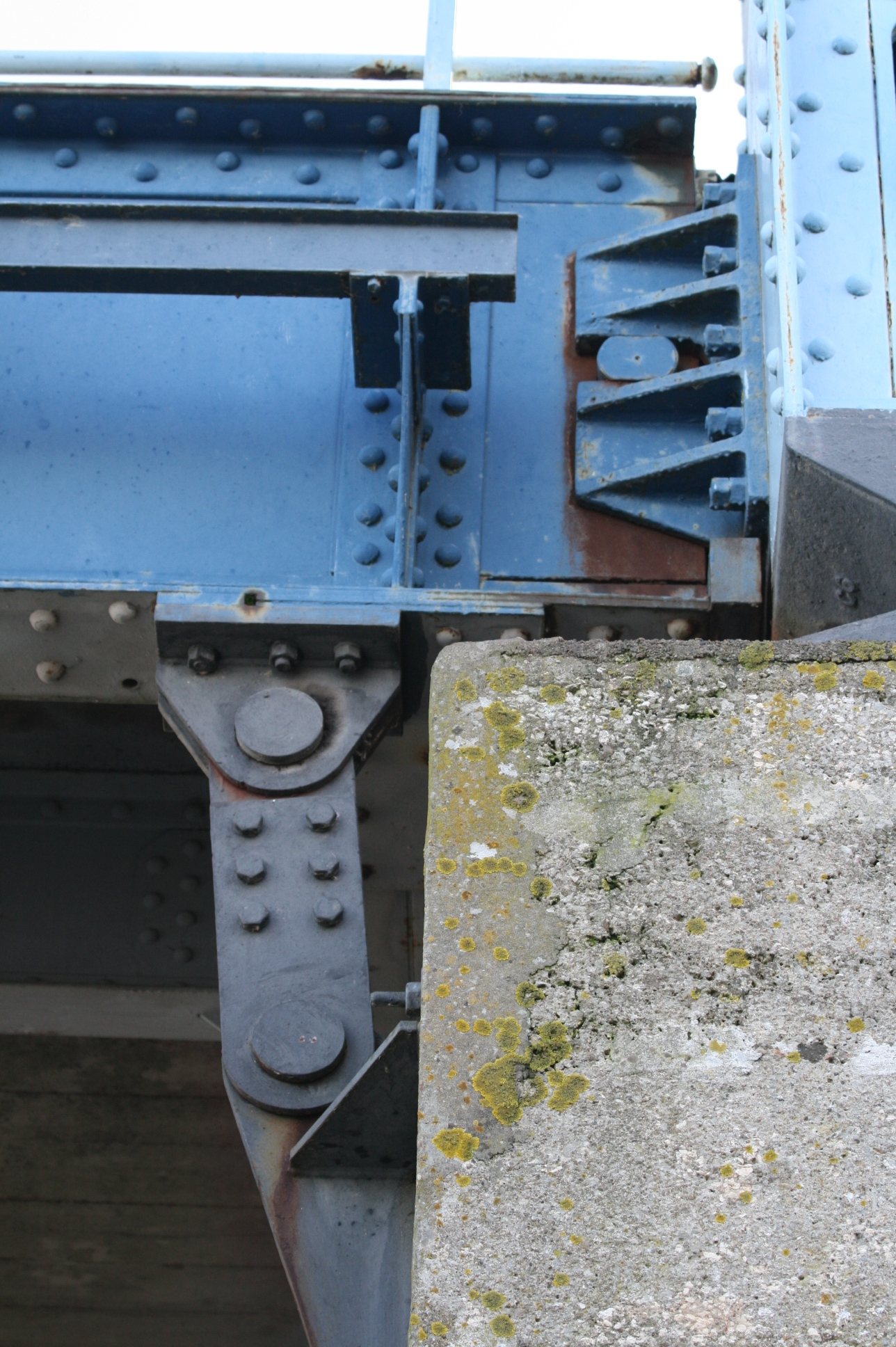
Autre bielette

### Suspension
Les câbles porteurs sont au nombre de deux par nappe et par travée. De section unitaire 4 372 mm2 (diamètre apparent de 80 mm), ils sont ancrés dans des culots en acier moulé, fixés aux portiques par deux étriers de 64 mm de diamètre.
Les câbles de tête, ou haubans de solidarité, sont au nombre de deux par nappe et par travée et ont une section unitaire de 3 192 mm2. L'ensemble de ces câbles est constitué par des fils de résistance à la rupture de 120 à 130 kg/mm2².
Les retenues sur culées sont assurées par des barres pleines en acier, ancrées dans les massifs d'amarrage.
Les suspentes sont des tiges de suspension en acier rond mi-dur de 45 mm de diamètre, espacées de 2,65 m entre axes. Elles sont reliées aux poutres de rigidité par des colliers-manchons en acier moulé et à la suspension par des chevalets en acier moulé.
L'ouvrage a été calculé pour les surcharges suivantes (Instruction ministérielle du 29 août 1940) :
- pour un convoi de quatre camions pesant au total 100 t et correspondant à une charge répartie de 672 kg/m2 de chaussée.
- pour une charge uniformément répartie de 400 kg/m2 sur trottoir et de 725 à 807 kg/m2 sur chaussée (selon les travées).

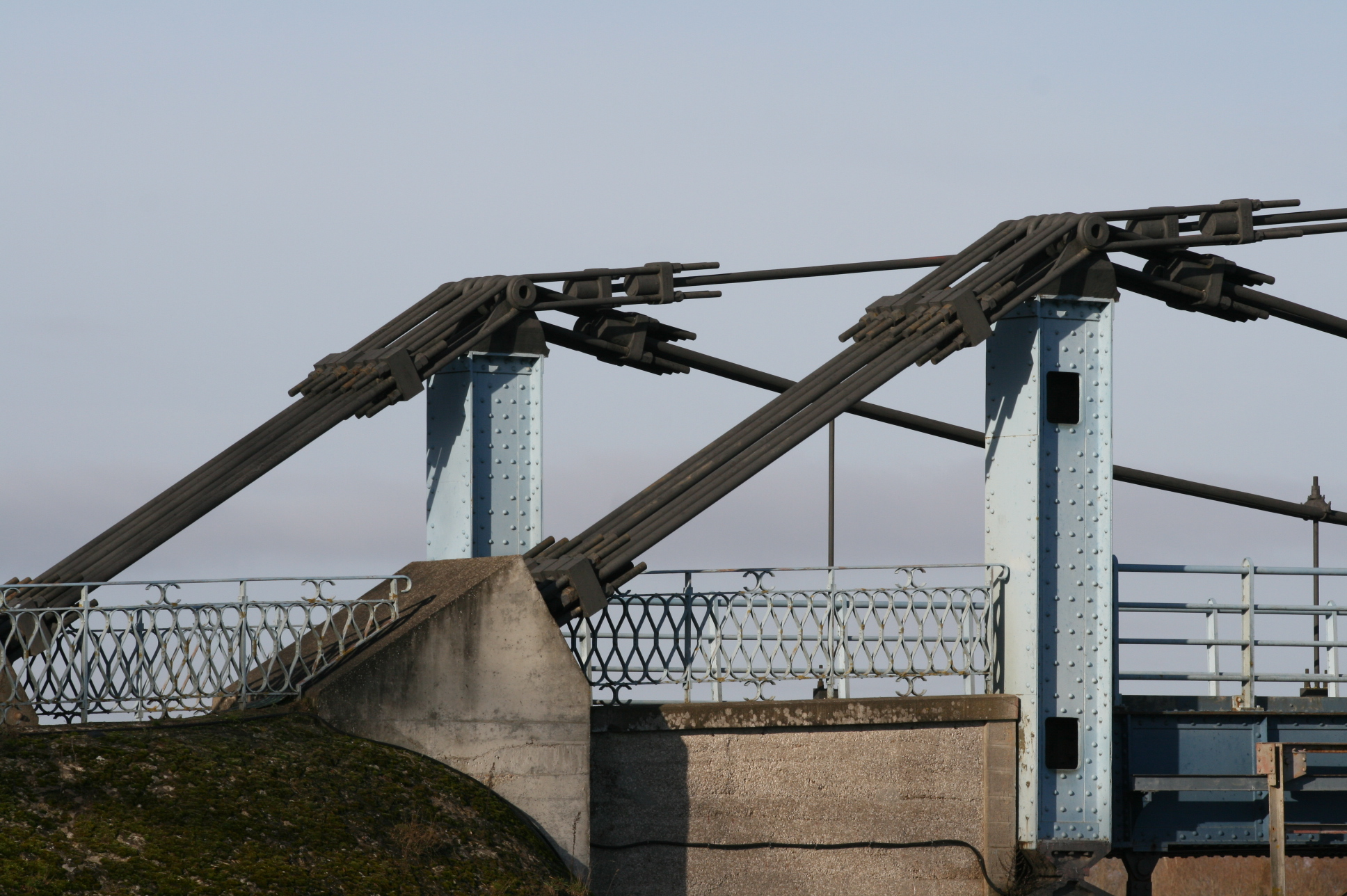
Ancrages rive gauche
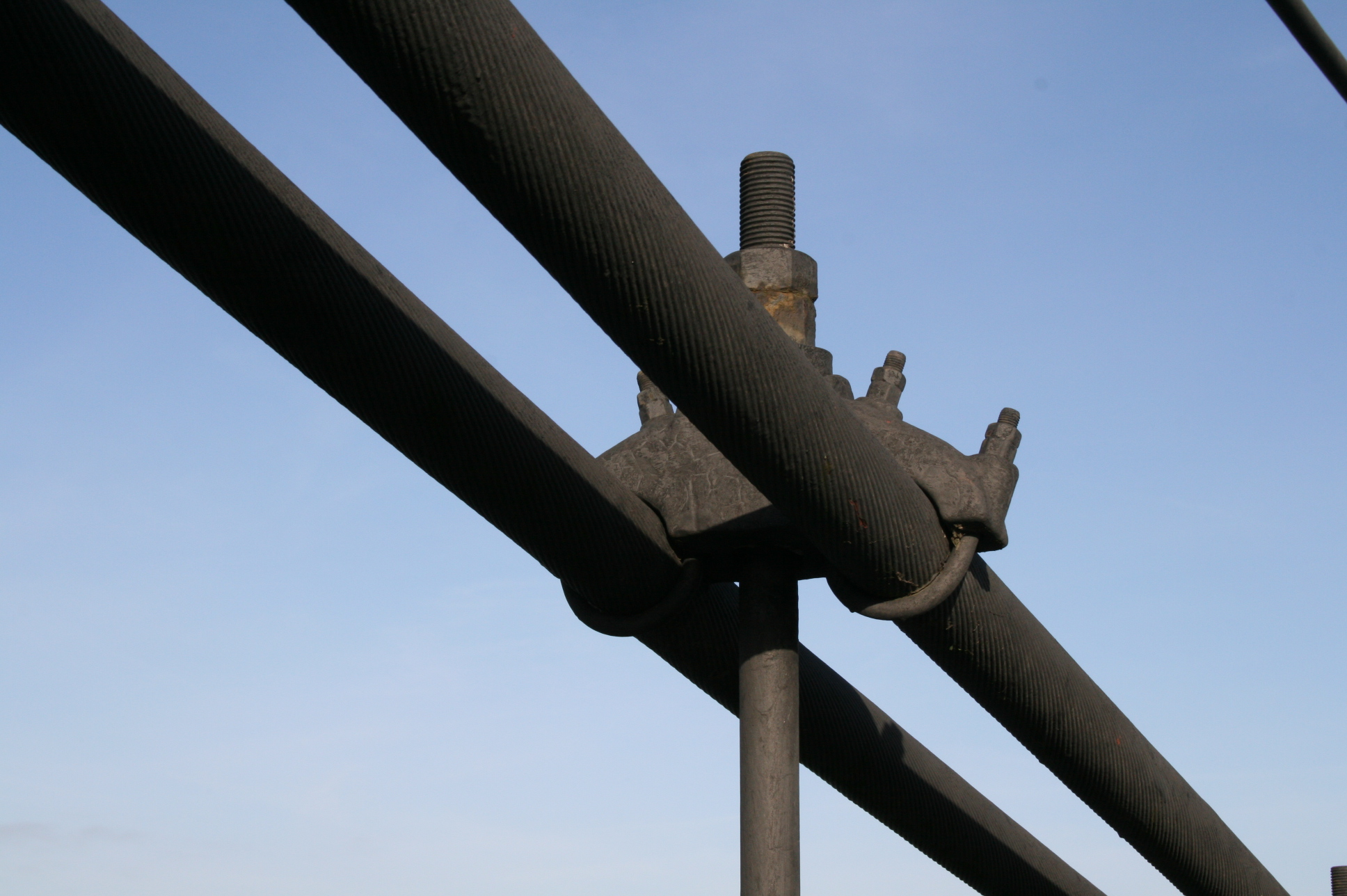
Fixation d'une suspente sur un câble porteur
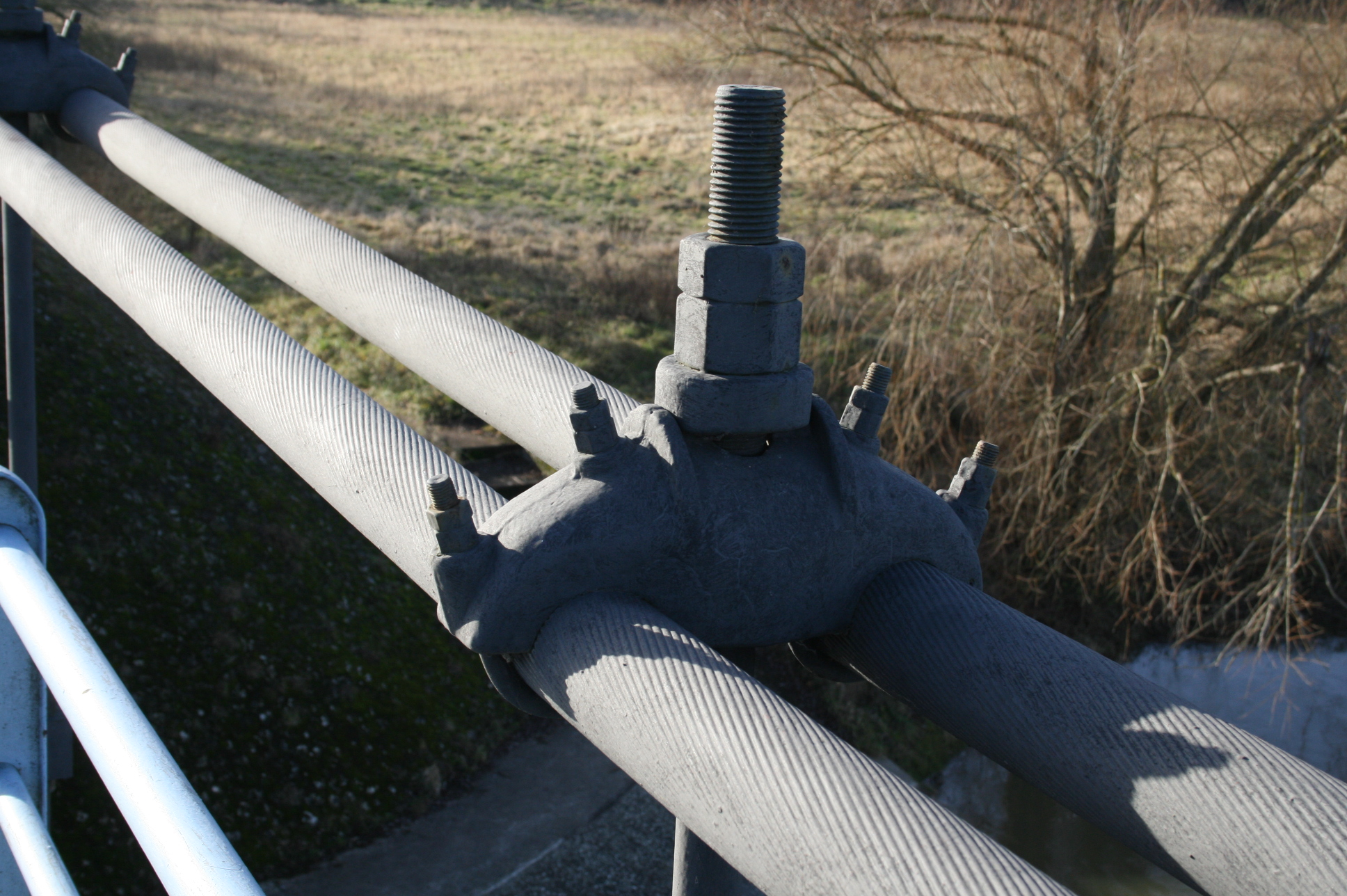
Fixation d'une suspente
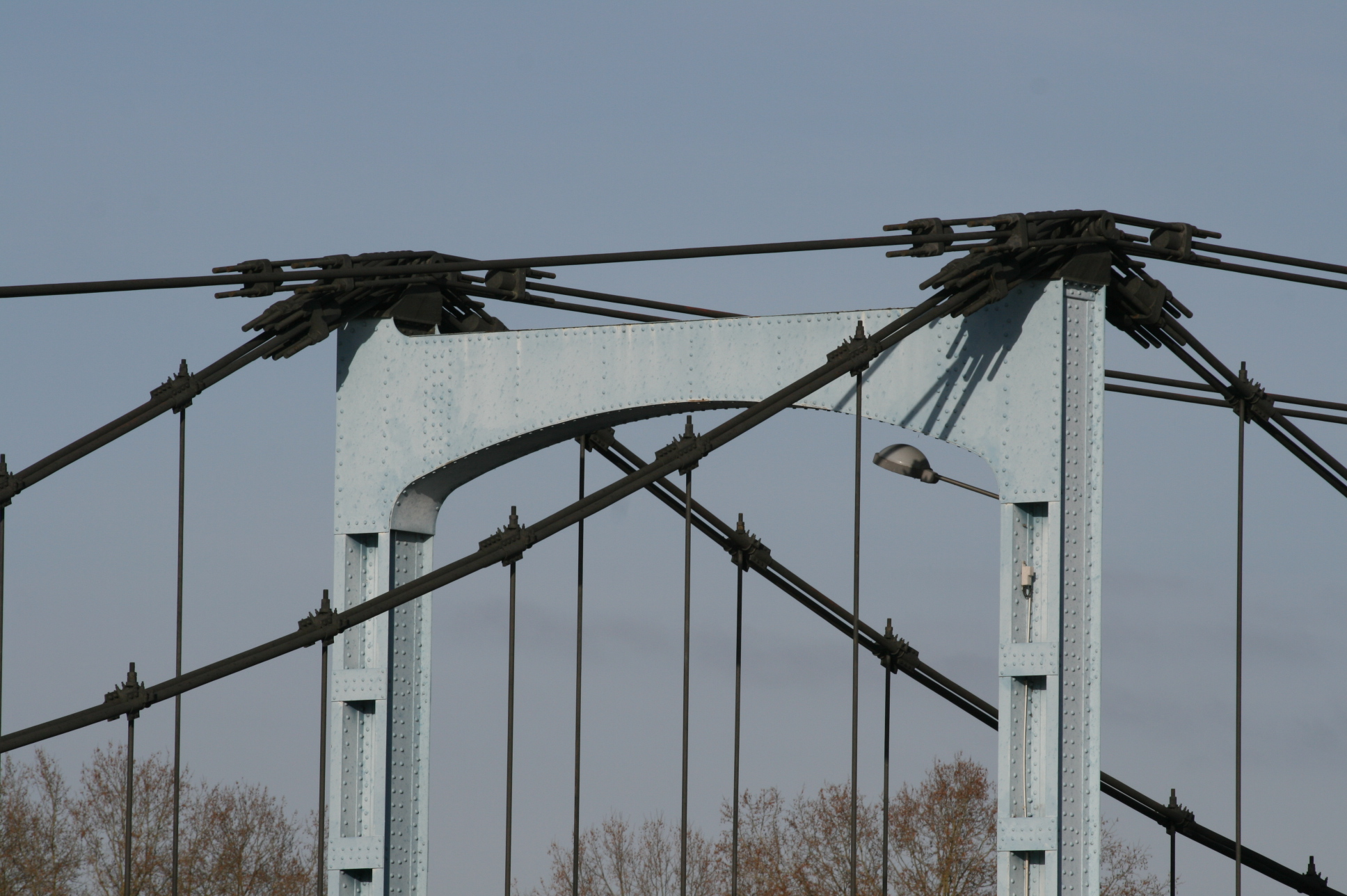
Tête de portique intermédiaire
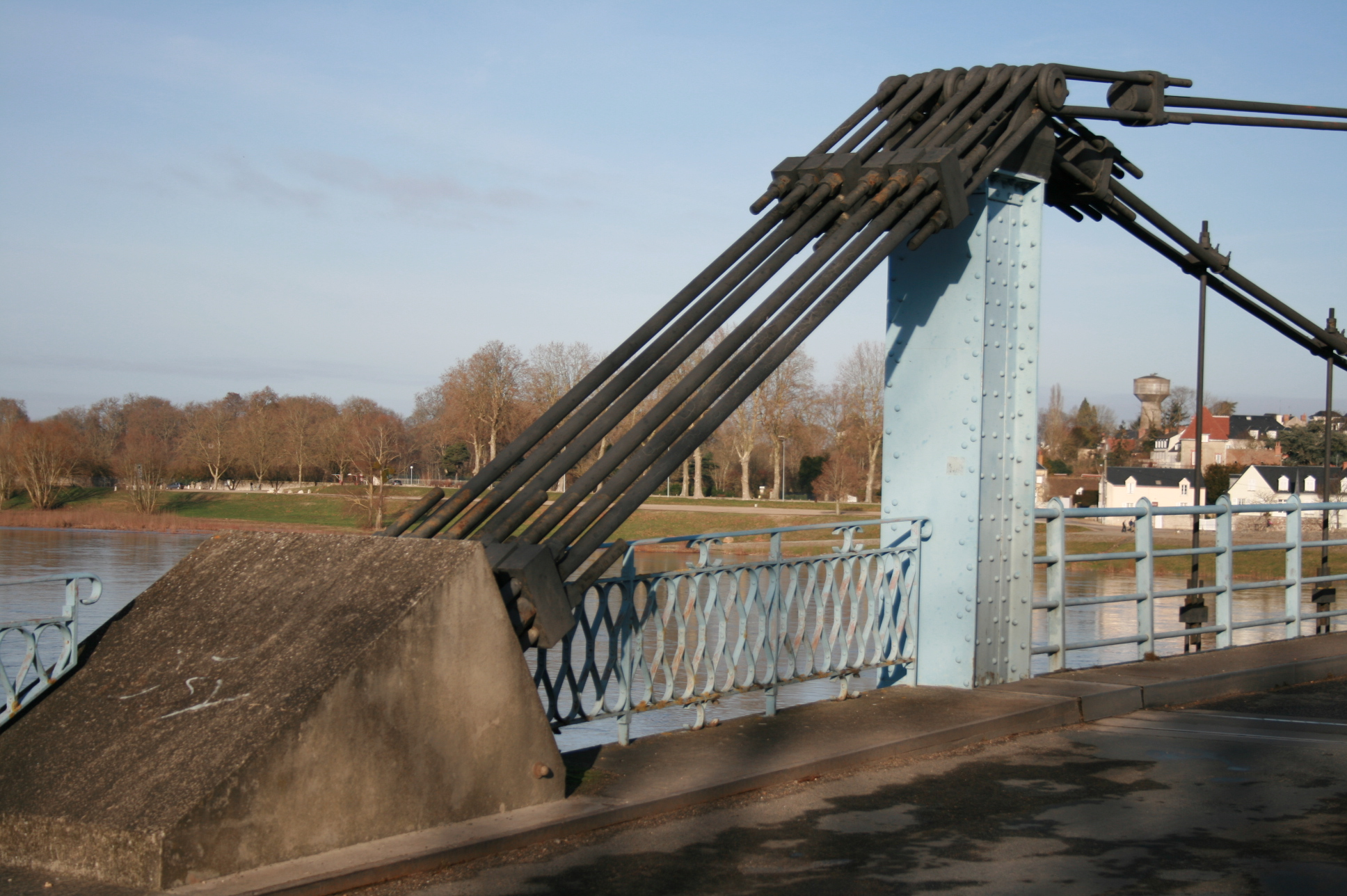
Détails sur nappe de câbles de retenue
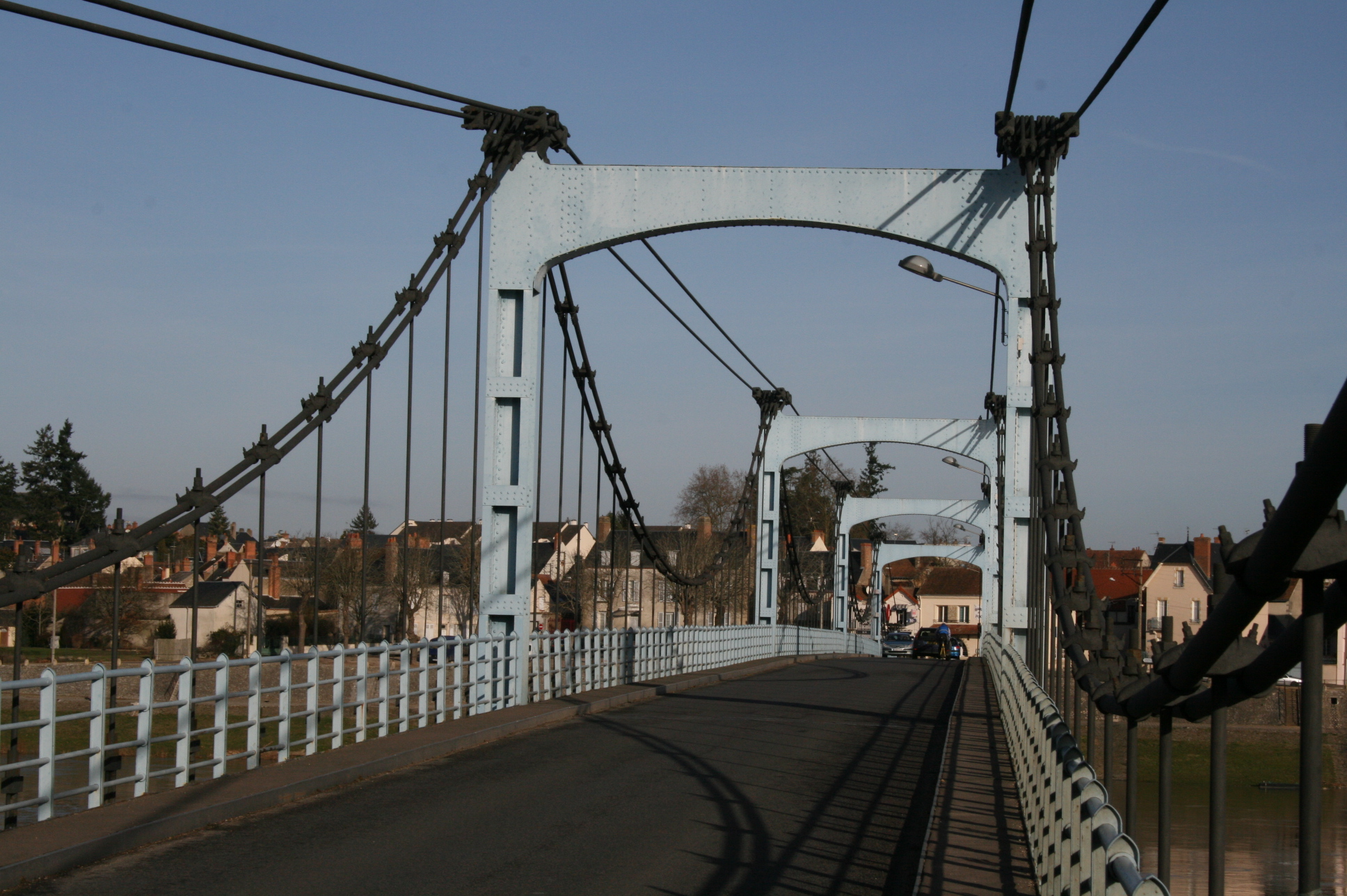
Perspective sur les portiques
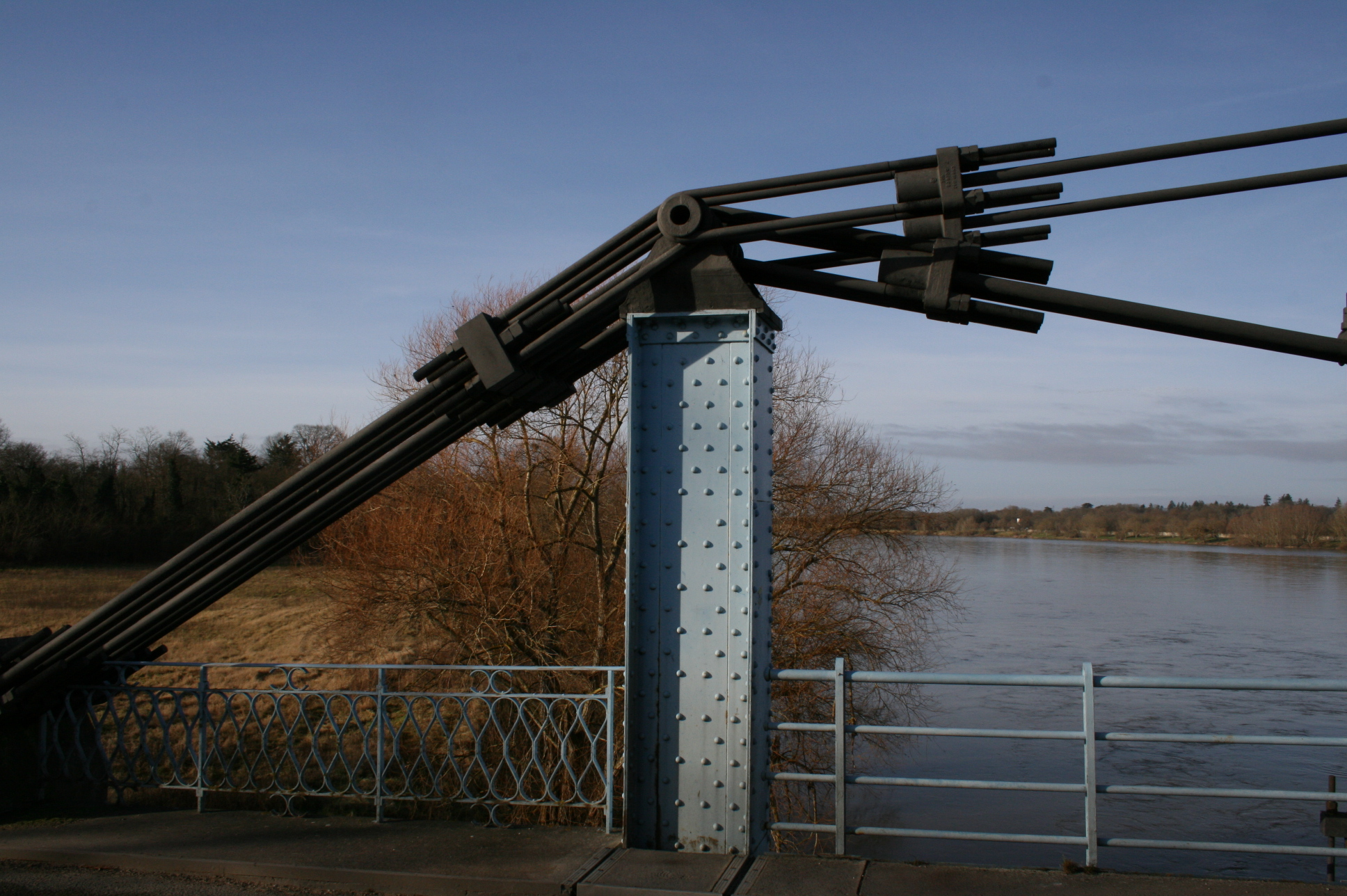
Jonction des câbles de retenue, de tête et porteurs
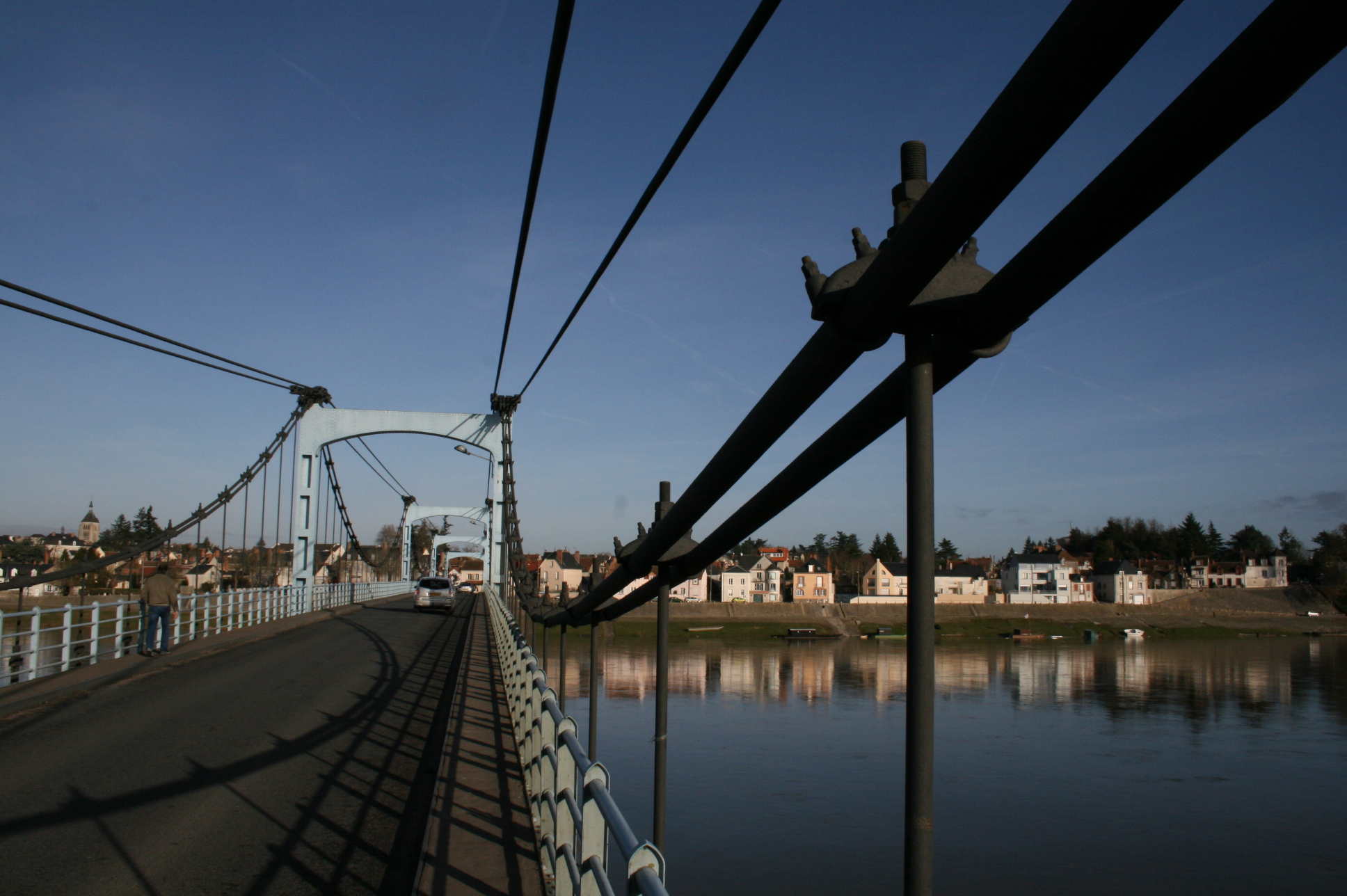
Câbles